# Xinan

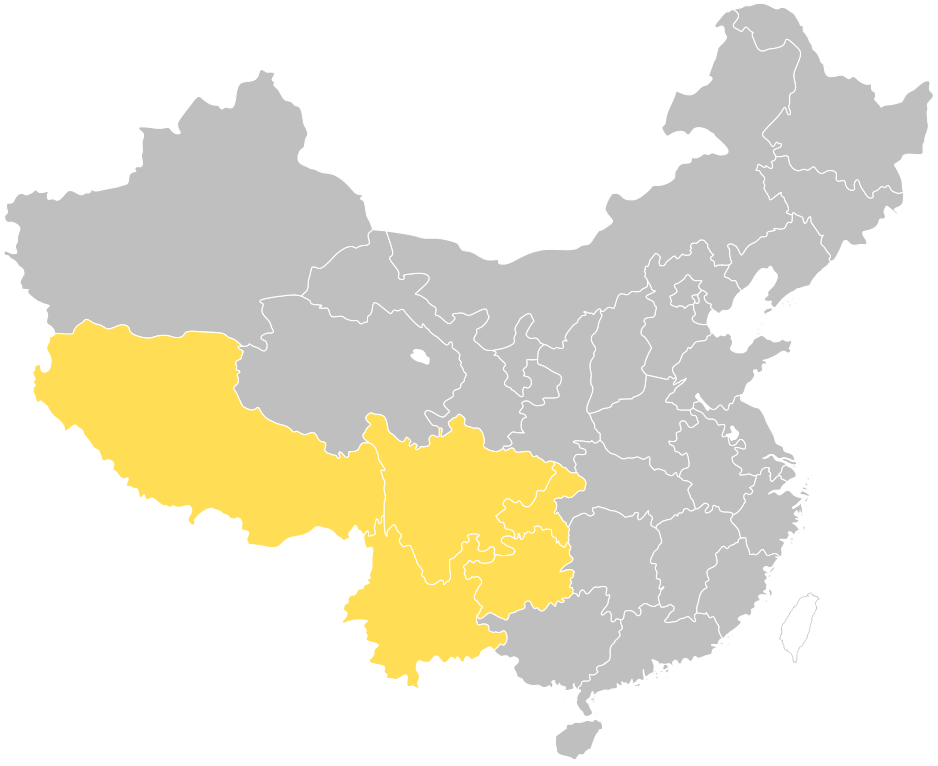
La région de Xinan dans la république populaire de Chine

Le Xinan (Sinogramme simplifié : 西南 ; pinyin: Xīnán) est une région géographique de la république populaire de Chine qui inclut la municipalité de Chongqing, les provinces du Sichuan, du Yunnan et du Guizhou, ainsi que la région autonome du Tibet.
La région de Xinan est moins peuplée que le nord de la Chine. Elle possède des sols fertiles et riches en ressources.

## Divisions administratives
Provinces
| Nom     | Chinois (S) | pinyin  | Abréviation        | Capitale de la province | Chinois | pinyin  | Liste des subdivisions administratives |
| ------- | ----------- | ------- | ------------------ | ----------------------- | ------- | ------- | -------------------------------------- |
| Guizhou | 贵州        | Guìzhōu | 黔 qián or 贵 guì  | Guiyang                 | 贵阳    | Guìyáng | Liste                                  |
| Sichuan | 四川        | Sìchuān | 川 chuān or 蜀 shǔ | Chengdu                 | 成都    | Chéngdū | Liste                                  |
| Yunnan  | 云南        | Yúnnán  | 滇 diān or 云 yún  | Kunming                 | 昆明    | Kūnmíng | Liste                                  |

Municipalité
| Nom       | Chinois (S) | pinyin    | Abréviation | Liste des subdivisions administratives |
| --------- | ----------- | --------- | ----------- | -------------------------------------- |
| Chongqing | 重庆        | Chóngqìng | 渝 yú       | Liste                                  |

Région autonome
| Nom   | Chinois (S) | pinyin | Nom local    | Abréviation | Capitale de la province | Chinois | pinyin | Nom local | Liste des subdivisions administratives |
| ----- | ----------- | ------ | ------------ | ----------- | ----------------------- | ------- | ------ | --------- | -------------------------------------- |
| Tibet | 西藏        | Xīzàng | བོད་རང་སྐྱོང་ལྗོངས | 藏 zàng     | Lhassa                  | 拉萨    | Lāsà   | ལྷ་ས་      | Liste                                  |